# Тамнава
Тамнава је река у Србији, највећа притока Колубаре у коју се улива код села Дражевца. Извире на југоисточним падинама планине Влашића. Укупна дужина њеног тока износи 78,5 km, а површина слива који на западу захвата ниске планине и побрђе, а на истоку брежуљке и равнице износи 929 km².
Тамнава улази код Коцељеве у равницу, коју плави крајем пролећа и почетком лета. Просечан проток воде на ушћу износи 3,45 m³/sek. Тамнава понекад пресуши крајем лета и почетком јесени када воде има само по вировима. У долини Тамнаве и њене притоке Уба највећа насеља су Каменица, Коцељева и Уб.
По Тамнави се иначе називају региони Тамнава и Посавотамнава, региони који су у близини ове реке, мада се у састав тих региона рачунају нека села која су релативно далеко од Тамнаве.
Тамнава се улива у Колубару у близини села Лисо Поље. Прво се спаја са једном старом вртачом реке Колубаре, па се онда, фактички у селу Дражевац, улива у Колубару. Пре тога пролази испод аутопута Милош Велики.